# Филиоу, Варвара
Варвара Филиу (также Филиоу) (греч. Βαρβάρα Φίλιου; род. 29 декабря 1994, Амарусион, Аттика) — греческая гимнастка, участница Олимпийских игр.

## Биография
Варвара Филиу родилась 29 декабря 1994 года в Маруси. Её мать Элеонора Маринова из Болгарии, является бывшей гимнасткой, выступавшей на национальном уровне. Варвара выделяет среди своих увлечений чтение, музыку, танцы, она также любит проводить время с друзьями в кинотеатре.
Филиу владеет пятью языками: греческим, болгарским, английским, французским и русским.

## Карьера
Варвара Филиу стала заниматься спортом в семилетнем возрасте. По её словам, на неё большое влияние оказала мать. При этом, первые два месяца она занималась спортивной гимнастикой, что совершенно ей не нравились. Однако затем она стала заниматься художественной гимнастикой, и ей это понравилось.
Видя мои терзания в спортивной гимнастике,  спустя пару месяцев мама предложила попробовать что-нибудь другое.  Мы пошли в другой гимнастический зал и я увидела девушку с красной лентой! Помню ее как сейчас. Мне очень понравилось! Так начала заниматься художественной гимнастикой. К тому же лента стала самым любимым предметом из всех.Варвара Филиу
В гимнастике своим кумиром Варвара считает украинку Анну Бессонову. Тренируется Варвара в основном в Москве в составе сборной России, это вызвано, в частности, экономическим состоянием Греции. Также из-за тренировок она была вынуждена не посещать школу, однако по мнению самой Варвары, усердные тренировки и частые путешествия по миру позволили ей не меньше, чем если бы она просто посещала школу, и она гордится тем, что делает.
Варвара выступала на чемпионате мира 2010 года в Москве, где завершила выступления в квалификации, став 41-й. Спустя год в Монпелье она сумела войти в число финалисток, заняв окончательное 23-е место. Филиу выиграла серебряную медаль на Kalamata Cup 2012, уступив лишь Анне Ризатдиновой. Она стала 13-й в многоборье на чемпионате Европы 2012 года. Она не сумела пройти квалификацию на Олимпийские игры 2012 года, однако заняла 11-е место на тестовых соревнованиях в Лондоне.
В 2013 году Филиу завоевала серебряную медаль на Средиземноморских играх в Мерсине с результатом 69,017 балла, уступив только испанке Каролине Родригес. На чемпионате мира 2013 года в том же Мерсине стала восьмой.
Варвара стала шестой на Кубке мира в Софии, а на чемпионате мира 2014 года в Измире заняла 15-е место в квалификации и 20-е в финале.
На чемпионате мира 2015 года в Штутгарте в финале с лентой стала восьмой, а в финале многоборья — четырнадцатой.
Олимпийский сезон гимнастка начала с участия на турнире Гран-при в Париже, заняв в многоборье семнадцатое место. Следующим стартом для неё стал этап Кубка мира в итальянском Песаро, где Варвара заняла разочаровывающие 37-е место в многоборье и 56-е в упражнении с мячом. Филиу выступала в июне 2016 года на чемпионате Европы в Холоне. В июле Варвара установила личный рекорд на этапе Кубка мира в Казани во время квалификации.
19 августа Варвара выступила в квалификации личного многоборья на Олимпийских играх в Рио-де-Жанейро. Она получила 17,208 в упражнении с обручем, по 17,333 с мячом и булавами, а её упражнение с лентой судьи оценили на 16,750. Итоговый результат Филиоу в 68,624 балла оказался лишь пятнадцатым, что не позволило ей войти в число десяти финалисток.
По состоянию на 2018 год, Варвара является тренером индийской гимнастки Мегхны Редди Гундлапалли. Филиу также проводила мастер классы в Индии, Турции, России, Египте, Коста-Рике и Мексика.

## Личная жизнь
Бойфрендом Варвары является гимнаст Власиос Марас.